# Kenny de Schepper
Kenny de Schepper (Bordeaux, 29 maggio 1987) è un tennista francese.
Ha raggiunto il suo best ranking ATP in singolare nell'aprile 2014, classificandosi al 62º posto. Nel doppio ha raggiunto il 152º nel febbraio 2012.
Il suo miglior risultato in un torneo del Grande Slam sono gli ottavi di finale raggiunti a Wimbledon 2013. Negli altri Slam, nel 2014 ha per la prima volta superato un turno agli Australian Open e al Roland Garros

## Statistiche

### Tornei minori

#### Singolare

##### Vittorie (7)
| Legenda tornei minori |
| Challenger (4)        |
| Futures (3)           |

| Numero | Data            | Torneo                                           | Superficie     | Avversario in finale | Punteggio           |
| 1.     | 17 gennaio 2011 | AEGON Pro Series Glasgow, Glasgow                | Cemento indoor | Alexandre Sidorenko  | 7-5, 7-5            |
| 2.     | 10 luglio 2011  | Open Diputación Ciudad de Pozoblanco, Pozoblanco | Cemento        | Iván Navarro         | 2–6, 7–5, 6–3       |
| 3.     | 11 marzo 2012   | Open International de la Ville de Lille, Lilla   | Cemento indoor | Romain Jouan         | 6–2, 4–6, 6–3       |
| 4.     | 18 marzo 2012   | Open Masculin 86, Poitiers                       | Cemento indoor | Josselin Ouanna      | 7–6(2), 7–6(2)      |
| 5.     | 7 ottobre 2012  | Mons Challenger, Mons                            | Cemento indoor | Michaël Llodra       | 7–6(7), 4-6, 7–6(4) |
| 6.     | 14 ottobre 2012 | Open de Rennes, Rennes                           | Cemento indoor | Illja Marčenko       | 6-3, 6-2            |
| 7.     | 2 marzo 2014    | Challenger La Manche, Cherbourg                  | Cemento indoor | Norbert Gombos       | 3-6, 6-2, 6-3       |

##### Finali perse (10)
| Legenda tornei minori |
| Challenger (5)        |
| Futures (5)           |

| Numero | Data             | Torneo                                | Superficie     | Avversario in finale   | Punteggio           |
| 1.     | 10 ottobre 2010  | Tournoi Future Nevers Nièvre, Nevers  | Cemento indoor | Gregoire Burquier      | 6-3, 4-6, 3-6       |
| 2.     | 23 gennaio 2011  | AEGON Pro Series Sheffield, Sheffield | Cemento indoor | Harri Heliövaara       | 4-6, 7-5, 4-6       |
| 3.     | 13 febbraio 2011 | Open EuroEnergie de Quimper, Quimper  | Cemento indoor | David Guez             | 2-6, 6-4, 6(5)–7    |
| 4.     | 20 marzo 2011    | Open Masculin 86, Poitiers            | Cemento indoor | Marc Gicquel           | 6(4)–7, 6(5)–7      |
| 5.     | 17 aprile 2011   | France Angers Futures, Angers         | Terra rossa    | Charles-Antoine Brézac | 2-6, 5-7            |
| 6.     | 3 luglio 2011    | Open de Montauban, Montauban          | Terra rossa    | Jorge Aguilar          | 6(4)–7, 4-6         |
| 7.     | 31 luglio 2011   | Guzzini Challenger, Recanati          | Terra rossa    | Fabrice Martin         | 1-6, 7–6(6), 6(3)–7 |
| 8.     | 7 aprile 2013    | Open Harmonie Mutuelle, Saint-Brieuc  | Cemento indoor | Jesse Huta Galung      | 6(4)–7, 6-4, 6(3)–7 |
| 9.     | 14 ottobre 2013  | Open de Rennes, Rennes                | Cemento indoor | Nicolas Mahut          | 3-6, 6(3)–7         |
| 10.    | 6 aprile 2014    | Open de Gaudeloupe, Le Gosier         | Cemento        | Steve Johnson          | 1-6, 7–6(5), 6(2)–7 |